# Roger Laurent (pilote automobile)
Pour les articles homonymes, voir Laurent.
Pas d'image ? Cliquez ici
Roger Laurent est un coureur automobile belge né le 21 février 1913 à Liège et mort le 6 février 1997 à Uccle.
Il commence la compétition par le sport motocycliste, où il réalise de bons résultats dans les années 1940, puis il se lance dans la course automobile après guerre sur Veritas RS. En 1951, il participe à sa première course de Formule 1, hors-championnat.
Il a disputé deux Grands Prix comptant pour le Championnat du monde de Formule 1, débutant le 22 juin 1952 au Grand Prix de Belgique, sans marquer de point au championnat. Il a également couru six courses hors-championnat, en remportant l'avant dernier Grand Prix de Finlande en 1952 (l'Eläintarhanajot à Eläintarharata sur Talbot-Lago, avant de terminer troisième de cette épreuve deux saisons plus tard en Sport, sur Ferrari).
Après son passage en Formule 1, il fait quelques apparitions en Formule 2, puis il se lance dans les courses de voitures de sport et d'endurance. Il se blesse sérieusement à la jambe en 1955 (après avoir été troisième du Grand Prix de Spa Sport en mai, sur Ferrari 750 Monza), et il fera ses ultimes courses en 1956 (cinquième du Grand Prix des Frontières Sport en mai sur Ferrari 500 TR, et ultime apparition au Tour de France automobile en septembre, sur D.B.).

## Résultats en championnat du monde de Formule 1
| Saison | Écurie                                         | Châssis            | Moteur                             | Pneus          | GP disputés                   | Points inscrits | Classement |
| ------ | ---------------------------------------------- | ------------------ | ---------------------------------- | -------------- | ----------------------------- | --------------- | ---------- |
| 1952   | Hersham and Walton Motors Écurie Francorchamps | HWM 52 Ferrari 500 | Alta 4 en ligne Ferrari 4 en ligne | Dunlop Pirelli | Belgique (12e) Allemagne (6e) | 0               | n.c.       |

## Résultats aux 24 Heures du Mans
| Année | Ecurie               | Châssis       | Moteur          | Classement |
| ----- | -------------------- | ------------- | --------------- | ---------- |
| 1953  | Écurie Francorchamps | Jaguar type C | Jaguar 3,4 L I6 | 9e         |
| 1954  | Écurie Francorchamps | Jaguar type C | Jaguar 3,4 L I6 | 4e         |

## Autre résultat en endurance
- 3e des 12 Heures de Reims en 1954, sur Jaguar type C.